# Copa do Mundo de Futebol Feminino Sub-17 de 2024
A Copa do Mundo de Futebol Feminino Sub-17 de 2024 foi a oitava edição do campeonato bianual de seleções nacionais de base organizado pela Federação Internacional de Futebol (FIFA), para jogadoras com até dezessete anos de idade. Foi disputado na República Dominicana, sendo a primeira vez que o país caribenho sedia um torneio da FIFA.
A Espanha era a atual bicampeã da categoria e chegou novamente a final da competição, mas dessa vez perdeu para a Coreia do Norte após empate em 1–1 no tempo normal e derrota na disputa por pênaltis. Foi o terceiro título das norte-coreanas, as colocando como as maiores vencedoras da categoria.

## Candidatura
A República Dominicana foi anunciada como anfitriã da Copa do Mundo Feminina Sub-17 de 2024 após a reunião do Conselho da FIFA em 23 de junho de 2023 em Zurique, na Suíça.

## Seleções qualificadas
Um total de dezesseis seleções se classificaram para o torneio final. Além da República Dominicana, que se qualificou automaticamente como anfitriã, quinze equipes se classificaram em seus campeonatos continentais.
| Confederação                                  | Torneio de qualificação                                                       | Equipes              | Aparições | Ultima Aparição | Melhor performance                  |
| --------------------------------------------- | ----------------------------------------------------------------------------- | -------------------- | --------- | --------------- | ----------------------------------- |
| AFC (Ásia)                                    | Copa Asiática Feminina Sub-17 da AFC de 2024                                  | Japão                | 8º        | 2022            | Campeão (2014)                      |
| AFC (Ásia)                                    | Copa Asiática Feminina Sub-17 da AFC de 2024                                  | Coreia do Norte      | 7º        | 2018            | Campeão (2008, 2016)                |
| AFC (Ásia)                                    | Copa Asiática Feminina Sub-17 da AFC de 2024                                  | Coreia do Sul        | 4º        | 2018            | Campeão (2010)                      |
| CAF (África)                                  | Torneio de qualificação africano para a Copa do Mundo Feminina Sub-17 de 2024 | Quênia               | 1º        | —               | Estreante                           |
| CAF (África)                                  | Torneio de qualificação africano para a Copa do Mundo Feminina Sub-17 de 2024 | Nigéria              | 7º        | 2022            | Terceiro lugar (2022)               |
| CAF (África)                                  | Torneio de qualificação africano para a Copa do Mundo Feminina Sub-17 de 2024 | Zâmbia               | 2º        | 2014            | Fase de gupos (2014)                |
| CONCACAF (América do Norte, Central e Caribe) | Nação anfitriã                                                                | República Dominicana | 1º        | —               | Estreante                           |
| CONCACAF (América do Norte, Central e Caribe) | Campeonato Sub-17 Feminino da CONCACAF de 2024                                | México               | 7º        | 2022            | Vice-campeão (2018)                 |
| CONCACAF (América do Norte, Central e Caribe) | Campeonato Sub-17 Feminino da CONCACAF de 2024                                | Estados Unidos       | 6º        | 2022            | Vice-campeão (2008)                 |
| CONMEBOL (América do Sul)                     | Campeonato Sul-Americano Sub-17 Feminino de 2024                              | Brasil               | 7º        | 2022            | Quartas de final (2010, 2012, 2022) |
| CONMEBOL (América do Sul)                     | Campeonato Sul-Americano Sub-17 Feminino de 2024                              | Colômbia             | 6º        | 2022            | Vice-campeão (2022)                 |
| CONMEBOL (América do Sul)                     | Campeonato Sul-Americano Sub-17 Feminino de 2024                              | Equador              | 1º        | —               | Estreante                           |
| OFC (Oceania)                                 | Campeonato Feminino Sub-16 da OFC de 2023                                     | Nova Zelândia        | 8º        | 2022            | Terceiro lugar (2018)               |
| UEFA (Europa)                                 | Campeonato Europeu Feminino Sub-17 de 2024                                    | Inglaterra           | 3º        | 2016            | Quarto lugar (2008)                 |
| UEFA (Europa)                                 | Campeonato Europeu Feminino Sub-17 de 2024                                    | Espanha              | 6º        | 2022            | Campeão (2018, 2022)                |
| UEFA (Europa)                                 | Campeonato Europeu Feminino Sub-17 de 2024                                    | Polônia              | 1º        | —               | Estreante                           |

## Sedes
As cidades de Santiago de los Caballeros e Santo Domingo foram confirmadas pela Federação Dominicana de Futebol em 29 de abril de 2024 para sediar a competição.
| Santiago de los Caballeros                                      | Santo Domingo         |
| --------------------------------------------------------------- | --------------------- |
| Estádio Cibao FC                                                | Estádio Félix Sánchez |
| Capacidade: 8 000                                               | Capacidade: 27 000    |
|                                                                 |                       |
| Santiago de los Caballeros Santo DomingoLocalização das cidades |                       |

## Arbitragem
As seguintes árbitras foram designadas para o torneio:
| Árbitro                 | Assistentes                                |
| AFC                     | AFC                                        |
| ----------------------- | ------------------------------------------ |
| JPN Asaka Koizumi       | UAE Amal Badhafari IND Riiohlang Dhar      |
| VIE Lê Thị Ly           | VIE Hà Thị Phượng THA Suwida Wongkraisorn  |
| CAF                     |                                            |
| ALG Ghada Mehat         | MAR Soukaina Hamdi EGY Yara Abdelfattah    |
| UGA Shamira Nabadda     | MLI Fanta Kone ZAM Nancy Kasitu            |
| CONCACAF                |                                            |
| CRC Deily Gómez         | CRC Gabriela Jiménez CRC Kindria Agüero    |
| CAN Carly Shaw-MacLaren | CAN Gabrielle Lemieux USA Katarzyna Wasiak |
| DOM Vimarest Díaz       |                                            |

| BOL Alejandra Quisbert | PER Gabriela Moreno PER Vera Yupanqui                 |
| BRA Daiane Muniz       | BRA Maíra Mastella Moreira BRA Fernanda Gomes Antunes |
| UEFA                   |                                                       |
| ENG Abigail Byrne      | POL Paulina Baranowska WAL Ceri Louise Williams       |
| SRB Jelena Cvetković   | EST Karolin Kaivoja AUT Lena Hirtl                    |
| DEN Frida Klarlund     | DEN Fie Bruun AND Ainhoa Fernández                    |
| ROU Ionela Alina Peșu  | ROU Daniela Constantinescu HUN Anita Vad              |
| ESP Olatz Rivera       |                                                       |

## Sorteio
O sorteio foi realizado em 22 junho de 2024 no Monumento ao Frei António de Montesinos em Santo Domingo, capital da República Dominicana.
As 16 equipes foram divididas em 4 grupos de quatro equipes, com a anfitriã automaticamente classificada para o Pote 1 e colocada na primeira posição do Grupo A, enquanto as equipes restantes foram classificadas em seus respectivos potes com base em seus resultados nas últimas cinco edições da Copa do Mundo Sub-17  (torneios mais recentes com maior peso), com pontos de bônus concedidos aos campeões das confederações. Equipes da mesma confederação não puderam se enfrentar na primeira fase.
| Pote 1                                             | Pote 2                                     | Pote 3                             | Pote 4                               |
| -------------------------------------------------- | ------------------------------------------ | ---------------------------------- | ------------------------------------ |
| República Dominicana Espanha Japão Coreia do Norte | Estados Unidos Brasil México Nova Zelândia | Nigéria Colômbia Inglaterra Zâmbia | Coreia do Sul Polônia Equador Quênia |

## Fase de grupos
As vencedoras e as segundos colocadas de cada grupo avançaram para as quartas de final.
Critérios de desempate
1. Pontos em confrontos diretos entre equipes empatadas;
2. Diferença de gols em confrontos diretos entre equipes empatadas;
3. Gols marcados em confrontos diretos entre equipes empatadas;
4. Pontos de fair play em todos os jogos do grupo:
  1. Primeiro cartão amarelo: menos 1 ponto;
  2. cartão vermelho indireto (segundo cartão amarelo): menos 3 pontos;
  3. cartão vermelho direto: menos 4 pontos;
  4. cartão amarelo e cartão vermelho direto: menos 5 pontos;
5. Sorteio

Todas as partidas seguem o fuso horário local (UTC−4).

### Grupo A
| Pos | Equipe               | Pts | J | V | E | D | GP | GC | SG | Classificado |
| --- | -------------------- | --- | - | - | - | - | -- | -- | -- | ------------ |
| 1   | Nigéria              | 9   | 3 | 3 | 0 | 0 | 9  | 1  | +8 | Fase final   |
| 2   | Equador              | 6   | 3 | 2 | 0 | 1 | 6  | 4  | +2 | Fase final   |
| 3   | República Dominicana | 1   | 3 | 0 | 1 | 2 | 1  | 4  | −3 |              |
| 4   | Nova Zelândia        | 1   | 3 | 0 | 1 | 2 | 2  | 9  | −7 |              |

| 16 de outubro | Nova Zelândia | 1 – 4     | Nigéria                                                 | Estádio Cibao FC, Santiago de los Caballeros |
| 16:00         | Saxon 60'     | Relatório | Moshood 2' · Adegoke 13' · Abdulwahab 28' · Afolabi 55' | Público: 1 040 Árbitro: ESP Olatz Rivera     |

| 16 de outubro | República Dominicana | 0 – 2     | Equador           | Estádio Cibao FC, Santiago de los Caballeros |
| 19:00         |                      | Relatório | Valverde 14', 29' | Público: 3 006 Árbitro: ENG Abigail Byrne    |

| 19 de outubro | Nigéria                                            | 4 – 0     | Equador | Estádio Cibao FC, Santiago de los Caballeros |
| 16:00         | Moshood 28' (pen), 90+6' · Chidi 54' · Effiong 66' | Relatório |         | Público: 787 Árbitro: DEN Frida Klarlund     |

| 19 de outubro | República Dominicana | 1 – 1     | Nova Zelândia       | Estádio Cibao FC, Santiago de los Caballeros |
| 19:00         | Brito 68'            | Relatório | Mercedes 61' (g.c.) | Público: 3 258 Árbitro: JPN Asaka Koizumi    |

| 22 de outubro | Nigéria     | 1 – 0     | República Dominicana | Estádio Félix Sánchez, Santo Domingo      |
| 19:00         | Moshood 89' | Relatório |                      | Público: 13 535 Árbitro: BRA Daiane Muniz |

| 22 de outubro | Equador                                        | 4 – 0     | Nova Zelândia | Estádio Cibao FC, Santiago de los Caballeros |
| 19:00         | Arboleda 41' · Chiuchiolo 43', 49' · Morán 79' | Relatório |               | Público: 1 248 Árbitro: VIE Lê Thị Ly        |

### Grupo B
| Pos | Equipe         | Pts | J | V | E | D | GP | GC | SG  | Classificado |
| --- | -------------- | --- | - | - | - | - | -- | -- | --- | ------------ |
| 1   | Espanha        | 9   | 3 | 3 | 0 | 0 | 10 | 2  | +8  | Fase final   |
| 2   | Estados Unidos | 6   | 3 | 2 | 0 | 1 | 8  | 3  | +5  | Fase final   |
| 3   | Colômbia       | 1   | 3 | 0 | 1 | 2 | 2  | 5  | −3  |              |
| 4   | Coreia do Sul  | 1   | 3 | 0 | 1 | 2 | 1  | 11 | −10 |              |

| 16 de outubro | Espanha                                      | 3 – 1     | Estados Unidos | Estádio Félix Sánchez, Santo Domingo      |
| 16:00         | Travers 3' (g.c.) · Ortega 70' · Cerrato 83' | Relatório | Barcenas 22'   | Público: 3 234 Árbitro: JPN Asaka Koizumi |

| 16 de outubro | Coreia do Sul   | 1 – 1     | Colômbia     | Estádio Félix Sánchez, Santo Domingo        |
| 19:00         | Phair 36' (pen) | Relatório | Martínez 28' | Público: 2 174 Árbitro: UGA Shamira Nabadda |

| 19 de outubro | Espanha                                                                         | 5 – 0     | Coreia do Sul | Estádio Félix Sánchez, Santo Domingo    |
| 16:00         | Comendador 7' · Segura 32' · Santiago 45+4' · Moreno 47' (pen) · A. Gómez 90+3' | Relatório |               | Público: 3 742 Árbitro: ALG Ghada Mehat |

| 19 de outubro | Colômbia | 0 – 2     | Estados Unidos                 | Estádio Félix Sánchez, Santo Domingo          |
| 19:00         |          | Relatório | Johnson 43' · Fuller 58' (pen) | Público: 6 334 Árbitro: ROU Ionela Alina Peșu |

| 22 de outubro | Estados Unidos                                          | 5 – 0     | Coreia do Sul | Estádio Cibao FC, Santiago de los Caballeros |
| 16:00         | Barcenas 1', 47' · Fuller 10' · Long 68' · Padelski 87' | Relatório |               | Público: 784 Árbitro: BOL Alejandra Quisbert |

| 22 de outubro | Colômbia | 1 – 2     | Espanha                         | Estádio Félix Sánchez, Santo Domingo            |
| 16:00         | Díaz 5'  | Relatório | García 58' (pen) · Santiago 90' | Público: 4 566 Árbitro: CAN Carly Shaw-MacLaren |

### Grupo C
| Pos | Equipe          | Pts | J | V | E | D | GP | GC | SG  | Classificado |
| --- | --------------- | --- | - | - | - | - | -- | -- | --- | ------------ |
| 1   | Coreia do Norte | 9   | 3 | 3 | 0 | 0 | 11 | 1  | +10 | Fase final   |
| 2   | Inglaterra      | 6   | 3 | 2 | 0 | 1 | 6  | 6  | 0   | Fase final   |
| 3   | Quênia          | 3   | 3 | 1 | 0 | 2 | 2  | 6  | −4  |              |
| 4   | México          | 0   | 3 | 0 | 0 | 3 | 4  | 10 | −6  |              |

| 17 de outubro | Coreia do Norte                               | 4 – 1     | México    | Estádio Cibao FC, Santiago de los Caballeros |
| 16:00         | Choe Rim-jong 14', 34', 85' · Choe Il-son 26' | Relatório | Reyes 45' | Público: 709 Árbitro: BRA Daiane Muniz       |

| 17 de outubro | Quênia | 0 – 2     | Inglaterra                     | Estádio Cibao FC, Santiago de los Caballeros |
| 19:00         |        | Relatório | Thompson 29' (pen) · Brown 87' | Público: 777 Árbitro: BOL Alejandra Quisbert |

| 20 de outubro | Coreia do Norte                         | 3 – 0     | Quênia | Estádio Cibao FC, Santiago de los Caballeros |
| 16:00         | So Ryu-gyong 8', 11' · Ri Kuk-hyang 86' | Relatório |        | Público: 1 022 Árbitro: CRC Deily Gómez      |

| 20 de outubro | Inglaterra                                       | 4 – 2     | México                     | Estádio Cibao FC, Santiago de los Caballeros |
| 19:00         | Shaw 11' · Las 61' · Maltby 88' · Johnson 90+11' | Relatório | Salas 17' · Soto 50' (pen) | Público: 2 155 Árbitro: UGA Shamira Nabadda  |

| 23 de outubro | Inglaterra | 0 – 4     | Coreia do Norte                                                           | Estádio Cibao FC, Santiago de los Caballeros |
| 19:00         |            | Relatório | Kang Ryu-mi 10' · Choe Il-son 18' · Ri Kuk-hyang 69' (pen) · Ho Kyong 73' | Público: 754 Árbitro: ROU Ionela Alina Peșu  |

| 23 de outubro | México           | 1 – 2     | Quênia                 | Estádio Félix Sánchez, Santo Domingo       |
| 19:00         | Soto 90+2' (pen) | Relatório | Nekesa 15' · Faith 36' | Público: 852 Árbitro: SRB Jelena Cvetković |

### Grupo D
| Pos | Equipe  | Pts | J | V | E | D | GP | GC | SG | Classificado |
| --- | ------- | --- | - | - | - | - | -- | -- | -- | ------------ |
| 1   | Japão   | 7   | 3 | 2 | 1 | 0 | 6  | 2  | +4 | Fase final   |
| 2   | Polônia | 5   | 3 | 1 | 2 | 0 | 2  | 0  | +2 | Fase final   |
| 3   | Brasil  | 4   | 3 | 1 | 1 | 1 | 2  | 2  | 0  |              |
| 4   | Zâmbia  | 0   | 3 | 0 | 0 | 3 | 1  | 7  | −6 |              |

| 17 de outubro | Japão | 0 – 0     | Polônia | Estádio Félix Sánchez, Santo Domingo  |
| 16:00         |       | Relatório |         | Público: 587 Árbitro: CRC Deily Gómez |

| 17 de outubro | Brasil   | 1 – 0     | Zâmbia | Estádio Félix Sánchez, Santo Domingo |
| 19:00         | Juju 19' | Relatório |        | Público: 470 Árbitro: VIE Lê Thị Ly  |

| 20 de outubro | Japão                 | 2 – 1     | Brasil  | Estádio Félix Sánchez, Santo Domingo      |
| 16:00         | Sato 49' · Furuta 53' | Relatório | Juju 8' | Público: 3 347 Árbitro: ENG Abigail Byrne |

| 20 de outubro | Zâmbia | 0 – 2     | Polônia                     | Estádio Félix Sánchez, Santo Domingo         |
| 19:00         |        | Relatório | Wyrwas 7' · Araśniewicz 46' | Público: 1 248 Árbitro: SRB Jelena Cvetković |

| 23 de outubro | Zâmbia            | 1 – 4     | Japão                                     | Estádio Félix Sánchez, Santo Domingo     |
| 16:00         | Suzuki 87' (g.c.) | Relatório | Shinjo 6', 69' · Sato 63' (pen) · Ota 86' | Público: 891 Árbitro: DEN Frida Klarlund |

| 23 de outubro | Polônia | 0 – 0     | Brasil | Estádio Cibao FC, Santiago de los Caballeros |
| 16:00         |         | Relatório |        | Público: 673 Árbitro: ALG Ghada Mehat        |

## Fase final
|  | Quartas de final              | Quartas de final              |                               |            | Semifinais     | Semifinais     |  |  | Final                         | Final |
|  |                               |                               |                               |            |                |                |  |  |                               |       |
|  | 26 de outubro – Santiago      |                               |                               |            |                |                |  |  |                               |       |
|  |                               |                               |                               |            |                |                |  |  |                               |       |
|  | Nigéria                       | 0                             |                               |            |                |                |  |  |                               |       |
|  | Nigéria                       | 0                             | 30 de outubro – Santiago      |            |                |                |  |  |                               |       |
|  | Estados Unidos                | 2                             |                               |            |                |                |  |  |                               |       |
|  | Estados Unidos                | 2                             | Estados Unidos                | 0          |                |                |  |  |                               |       |
|  | 26 de outubro – Santiago      |                               | Estados Unidos                | 0          |                |                |  |  |                               |       |
|  |                               | Coreia do Norte               | 1                             |            |                |                |  |  |                               |       |
|  | Coreia do Norte               | Coreia do Norte               | 1                             | 1          |                |                |  |  |                               |       |
|  | Coreia do Norte               |                               | 3 de novembro – Santo Domingo | 1          |                |                |  |  |                               |       |
|  | Polônia                       | 0                             |                               |            |                |                |  |  |                               |       |
|  | Polônia                       | 0                             | Coreia do Norte (pen)         | 1 (4)      |                |                |  |  |                               |       |
|  | 27 de outubro – Santo Domingo |                               | Coreia do Norte (pen)         | 1 (4)      |                |                |  |  |                               |       |
|  |                               | Espanha                       | 1 (3)                         |            |                |                |  |  |                               |       |
|  | Espanha                       | Espanha                       | 1 (3)                         | 5          |                |                |  |  |                               |       |
|  | Espanha                       | 31 de outubro – Santo Domingo |                               | 5          |                |                |  |  |                               |       |
|  | Equador                       | 0                             |                               |            |                |                |  |  |                               |       |
|  | Equador                       | 0                             | Espanha                       | 3          | Terceiro lugar | Terceiro lugar |  |  |                               |       |
|  | 27 de outubro – Santo Domingo |                               | Espanha                       | 3          | Terceiro lugar | Terceiro lugar |  |  |                               |       |
|  |                               | Inglaterra                    | 0                             |            |                |                |  |  |                               |       |
|  | Japão                         | Inglaterra                    | 0                             | 2 (1)      | Estados Unidos | 3              |  |  |                               |       |
|  | Japão                         |                               |                               | 2 (1)      | Estados Unidos | 3              |  |  |                               |       |
|  | Inglaterra (pen)              | 2 (4)                         |                               | Inglaterra | 0              |                |  |  |                               |       |
|  | Inglaterra (pen)              | 2 (4)                         |                               |            | 0              |                |  |  |                               |       |
|  |                               |                               |                               |            |                |                |  |  | 3 de novembro – Santo Domingo |       |
|  |                               |                               |                               |            |                |                |  |  |                               |       |

### Quartas de final
| 26 de outubro | Nigéria | 0 – 2     | Estados Unidos                 | Estádio Cibao FC, Santiago de los Caballeros |
| 15:30         |         | Relatório | Fuller 43' (pen) · Ascanio 74' | Público: 1 022 Árbitro: JPN Asaka Koizumi    |

| 26 de outubro | Coreia do Norte   | 1 – 0     | Polônia | Estádio Cibao FC, Santiago de los Caballeros |
| 19:00         | Choe Rim-jong 14' | Relatório |         | Público: 2 112 Árbitro: ENG Abigail Byrne    |

| 27 de outubro | Espanha                                        | 5 – 0     | Equador | Estádio Félix Sánchez, Santo Domingo         |
| 15:30         | Comendador 35', 39', 46' · Segura 90+4', 90+9' | Relatório |         | Público: 3 529 Árbitro: SRB Jelena Cvetković |

| 27 de outubro | Japão                   | 2 – 2     | Inglaterra               | Estádio Félix Sánchez, Santo Domingo            |
| 19:00         | Aoki 23' · Hirakawa 29' | Relatório | Parkinson 27' · Shaw 72' | Público: 3 021 Árbitro: CAN Carly Shaw-MacLaren |

|                |       | Penalidades               |  |
| Aso Nezu Honda | 1 – 4 | Brown Maltby Harbert Shaw |  |

### Semifinais
| 30 de outubro | Estados Unidos | 0 – 1     | Coreia do Norte | Estádio Cibao FC, Santiago de los Caballeros  |
| 19:00         |                | Relatório | Ro Un-hyang 69' | Público: 2 408 Árbitro: ROU Ionela Alina Peșu |

| 31 de outubro | Espanha                                            | 3 – 0     | Inglaterra | Estádio Félix Sánchez, Santo Domingo      |
| 19:00         | Cerrato 45+2' · Comendador 58' · Shaw 90+9' (g.c.) | Relatório |            | Público: 2 970 Árbitro: JPN Asaka Koizumi |

### Disputa pelo terceiro lugar
| 3 de novembro | Estados Unidos                             | 3 – 0     | Inglaterra | Estádio Félix Sánchez, Santo Domingo           |
| 14:30         | Fuller 24' · McCammon 72' · Padelski 90+2' | Relatório |            | Público: 3 971 Árbitro: BOL Alejandra Quisbert |

### Final
| 3 de novembro | Coreia do Norte  | 1 – 1     | Espanha    | Estádio Félix Sánchez, Santo Domingo      |
| 18:00         | Jon Il-chong 66' | Relatório | Segura 61' | Público: 18 410 Árbitro: BRA Daiane Muniz |

|                                                                 |       | Penalidades                              |  |
| Ri Kuk-hyang Jong Pok-yong Ro Un-hyang Jon Il-chong Kang Ryu-mi | 4 – 3 | Segura Santiago Comendador Ortega Moreno |  |

## Premiações
| Copa do Mundo de Futebol Feminino Sub-17 de 2024 |
| Coreia do Norte                                  |
| ------------------------------------------------ |
| COREIA DO NORTE Campeã (3.º título)              |

As seguintes premiações individuais foram concedidas:
| Bola de Ouro          | Bola de Prata          | Bola de Bronze         |
| --------------------- | ---------------------- | ---------------------- |
| Jon Il-chong          | Pau Comendador         | Celia Segura           |
| Chuteira de Ouro      | Chuteira de Prata      | Chuteira de Bronze     |
| Pau Comendador        | Kennedy Fuller         | Celia Segura           |
| 5 gols                | 4 gols, 3 assistências | 4 gols, 2 assistências |
| Luva de Ouro          |                        |                        |
| Evan O'Steen          |                        |                        |
| Prêmio FIFA Fair Play |                        |                        |
| Nigéria               |                        |                        |

## Artilharia
5 gols (1)
- ESP Pau Comendador

4 gols (4)
- ESP Celia Segura
- NGA Shakirat Moshood
- PRK Choe Rim-jong
- USA Kennedy Fuller

3 gols (1)
- USA Melanie Barcenas

2 gols (13)
- BRA Juju
- ECU Caprice Chiuchiolo
- ECU Jaslym Valverde
- ENG Zara Shaw
- ESP Alba Cerrato
- ESP Iris Ashley Santiago
- JPN Miharu Shinjo
- JPN Momo Saruang Ueki Sato
- MEX Alexa Soto
- PRK Choe Il-son
- PRK Ri Kuk-hyang
- PRK So Ryu-gyong
- USA Maddie Padelski

1 gols (40)
- COL Ella Martínez
- COL Isabella Díaz
- DOM Yuleinis Brito
- ECU Dariana Morán
- ECU Doménica Arboleda
- ENG Erica Parkinson
- ENG Lauryn Thompson
- ENG Lola Brown
- ENG Nelly Las
- ENG Olivia Johnson
- ENG Rachel Maltby
- ESP Ainoa Gómez
- ESP Amaya García
- ESP Emma Moreno
- ESP Noa Ortega
- JPN Asako Furuta
- JPN Hina Hirakawa
- JPN Mitsuki Ota
- JPN Yuna Aoki
- KEN Lornah Faith
- KEN Valerie Nekesa
- KOR Casey Phair
- MEX Ana Salas
- MEX Citlalli Reyes
- NGA Faridat Abdulwahab
- NGA Harmony Chidi
- NGA Khadijat Adegoke
- NGA Peace Effiong
- NGA Taiwo Afolabi
- NZL Hannah Saxon
- POL Kinga Wyrwas
- POL Weronika Araśniewicz
- PRK Ho Kyong
- PRK Jon Il-chong
- PRK Kang Ryu-mi
- PRK Ro Un-hyang
- USA Ainsley McCammon
- USA Kimmi Ascanio
- USA Mary Long
- USA Micayla Johnson

Gols contra (4)
- DOM Renata Mercedes (para a Nova Zelândia)
- ENG Zara Shaw (para a Espanha)
- JPN Haruko Suzuki (para a Zâmbia)
- USA Jocelyn Travers (para a Espanha)